# NGC 4227
NGC 4227 је спирална галаксија у сазвежђу Ловачки пси која се налази на NGC листи објеката дубоког неба.
Деклинација објекта је + 33° 31' 20" а ректасцензија 12h 16m 33,7s. Привидна величина (магнитуда) објекта NGC 4227 износи 12,8 а фотографска магнитуда 13,7. NGC 4227 је још познат и под ознакама UGC 7296, MCG 6-27-43, CGCG 187-33, PGC 39329.